# 2005 في سويسرا
فيما يلي قوائم الأحداث التي وقعت خلال عام 2005 في سويسرا.

## سياسة

### تعيين في المنصب
- 1 يناير – صموئيل شميد رئيس الاتحاد السويسري.

### انتهاء فترة المنصب
- 31 ديسمبر – صموئيل شميد رئيس الاتحاد السويسري.

## برامج ومسلسلات وأنمي
- بينغو

## وفيات

### يوليو
- 19 يوليو – أندريا زيمن (مواليد 1960)

### أغسطس
- 16 أغسطس – روجيه شوتز (مواليد 1915) ثيولوجي سويسري.

### ديسمبر
- 30 ديسمبر – كورت بلوم (مواليد 1922)